# Jean-Gilles Malliarakis
Jean-Gilles Malliarakis, nacido Jean Malliarakis en 1944 en París, es un editor y militante nacionalista francés, doctor en economía. Dirige las ediciones del Trident.
Reeditó el catálogo antimasónico del escritor A.G. Michel.

## Libros
- Ni Trust ni Soviets
- La Droite la plus suicidaire du monde
- L'Histoire recommence toujours
- Le Livre Noir des retraites
- Yalta et la naissance des blocs
- La Gauche caviar patauge dans le yaourt